# O-Benzidin
o-Benzidin ist eine chemische Verbindung aus der Gruppe der Biphenyle und ein Stellungsisomer von Benzidin.

## Gewinnung und Darstellung
o-Benzidin kann durch die Reduktion von 2,2′-Dinitrobiphenyl mit Zinn und Salzsäure dargestellt werden. Als Nebenprodukt entsteht o-Benzidin bei der Benzidin-Umlagerung von Hydrazobenzol.

## Nachweis
o-Benzidin kann mittels Papierchromatographie von Benzidin und den weiteren Benzidin-Isomeren unterschieden werden. Der Nachweis auf dem Papier erfolgt durch eine Farbreaktion mit Dimethylaminobenzaldehyd oder durch Diazotierung mit nitrosen Gasen und Kupplung mit N-(1-Naphthyl)ethylendiamin.

## Externe Links zu erwähnten Verbindungen
1. ↑  Externe Identifikatoren von bzw. Datenbank-Links zu 2,2′-Dinitrobiphenyl:  CAS-Nr.: 2436-96-6, EG-Nr.: 219-435-4, ECHA-InfoCard: 100.017.669, PubChem: 75529, ChemSpider: 68055, Wikidata: Q27135635.